# 马尔韦利亚市政厅

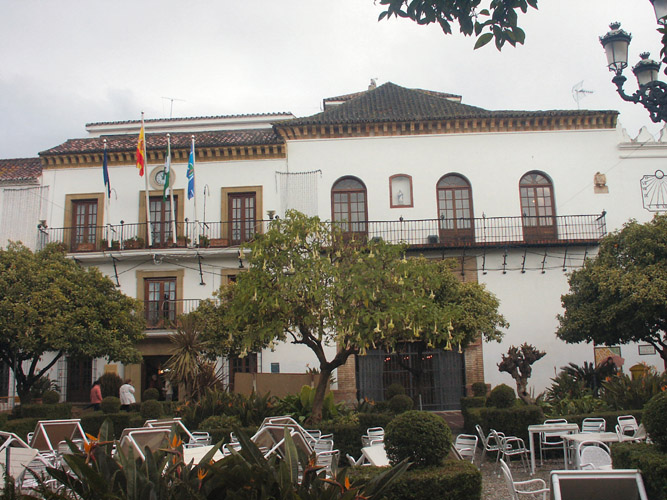
马尔韦利亚市政厅

马尔韦利亚市政厅（西班牙語：Casa Consistorial De Marbella）是西班牙南部马尔韦利亚的一座历史建筑，该市的市政厅所在地。它建于1568年，为文艺复兴建筑风格，位于老城区的柑橘广场（Plaza de los Naranjos）。这座建筑的外部有日晷和纹章，以及用中世紀西班牙語书写的纪念牌匾，纪念1485年天主教双王征服这座城市，1632年建立城市供水系统，1779年挂到这座建筑上。